# فرغار
فَرغار پهلوان تورانی که شاهنامه فردوسی از او با نام شیردل و قفس‌دیده (زندان‌رفته) یاد می‌کند.

### به جاسوسی فرستادن فرغار
بنابر شاهنامه فردوسی وقتی افراسیاب خبر شکست فاجعه بار تورانیان را می‌شنود، بر آن می‌شود که پیش‌از هرگونه اقدامی چندوچون سپاه ایران را بسنجد. تا بتواند با شناخت هر‌چه بیشتر از سپاه ایران با یورش به‌هنگام، شکست را جبران کند. از این روی افراسیاب بصورت کاملاً سری که حتی متحدانش متوجه نشوند، فرغار را برای جاسوسی از سپاه ایران راهی می‌کند.
| سپهبد بسی جنگها دیده بود     |  | ز هر کار بهری پسندیده بود    |
| یکی شیر دل بود فرغار نام     |  | قفس دیده و جسته چندی ز دام   |
| ز بیگانگان جای پردخته کرد    |  | به فرغار گفت ای گرانمایه مرد |
| هم‌اکنون برو سوی ایران سپاه   |  | نگه کن بدین رستم رزمخواه     |
| سواران نگه کن که چندند و چون |  | که دارد برین بوم و بر رهنمون |
| وزان نامداران پرخاشجوی       |  | ببینی که چنداند و بر چند روی |
| ز گردان پهلومَنش چند مرد      |  | که آورد سازند روز نبرد       |
| چو فرغار برگشت و آمد به راه  |  | به کارآگهی شد به ایران سپاه  |

پس از پایان مأموریت فرغار و بازگشت و دادن اطلاعات سپاه ایران، پیران سپهسالار سپاه توران با بزرگان سپاه توران، با استفاده از اطلاعات دریافتی از فرغار وضعیت مبارزات آینده را می‌سنجند:
| غمی شد ز گفتار فرغار شاه  |  | کس آمد بر پهلوان سپاه         |
| بیامد سپهدار پیران چو گَرد |  | بزرگان و مردان روز نبرد       |
| ز گفتار فرغار چندی بگفت   |  | که تا کیست با او به پیکار جفت |